# Colegio de San Ambrosio (Valladolid)

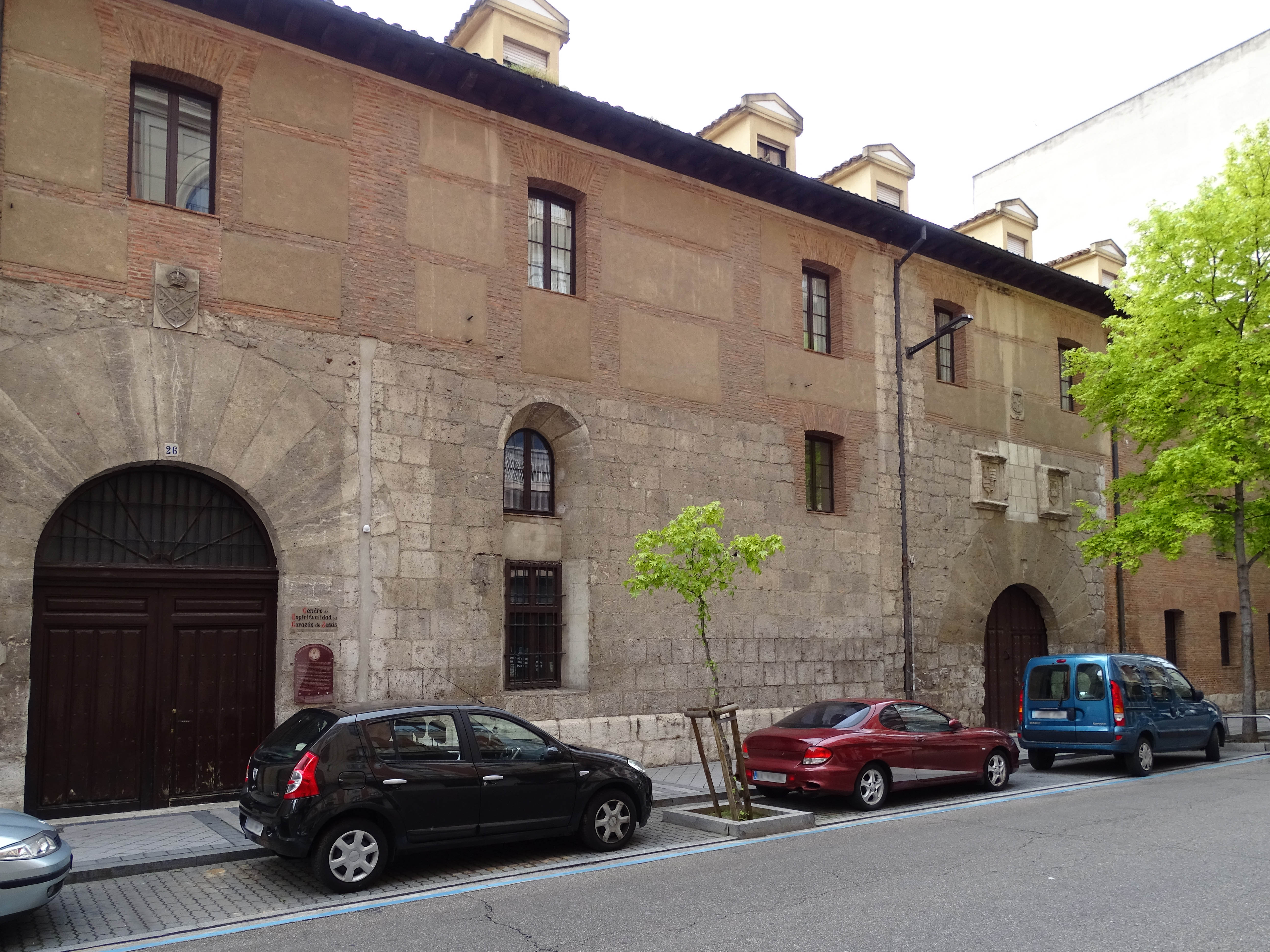
Muro y portadas del antiguo colegio de San Ambrosio

El colegio de San Ambrosio fue una institución fundada por la Compañía de Jesús en Valladolid (comunidad de Castilla y León, España); fue el segundo colegio que fundaron los jesuitas en esta ciudad, en el año 1543. El conjunto de iglesia e instalaciones estaba situado en la calle del Salvador (que después sería calle del Santuario). En este centro docente se daba desde el principio la enseñanza de Teología y después de un convenio con la Universidad se dio también Gramática y Artes hasta que en 1739 consiguió el título de Estudios Generales con el rango universitario. En 1767 tuvo lugar la expulsión de los jesuitas y como consecuencia la confiscación de todos sus bienes muebles e inmuebles. A partir de ese año los edificios pasaron por distintos usos; incluso fue Parque de Artillería y Cuartel de Infantería y la iglesia llegó a ser parroquia de San Esteban. En el siglo XX el Ministerio de Hacienda otorgó el solar a la Archidiócesis; la iglesia se transformó en el Santuario Nacional de la Gran Promesa y así continua en el siglo XXI.

## Historia
Los jesuitas fundaron en Valladolid dos colegios con seminario, uno el de San Ignacio sito en la antigua calle de San Julián también nombrada en los documentos como «calle de la Caridad fasta la portilla del conde de Ribadeo» (después de la fundación se cambió el nombre de la calle por el de San Ignacio). El segundo fue el de San Ambrosio en la antigua calle del Fuelle o calle de la Cruz del Salvador o calle de San Antón o calle del Salvador, en la zona correspondiente a la parroquia de San Esteban. En esta calle había unas casas antiguas y principales pertenecientes al mayorazgo de Mariana de la Cuadra y Avellaneda, señora del Valle de Esgueva casada con Diego de Montalvo, señor de Serrada. Estas dos familias eran muy antiguas en Valladolid. La Compañía se interesó por la compra de estas casas poniéndose de acuerdo con el curador de la propietaria, Pedro de Reinoso y Toledo que fue quien hizo los trámites de la venta con facultad real y con permiso para edificar el colegio en el solar. A su alrededor había otras casas pertenecientes a la misma familia y a Fernán López de Calatayud que poco a poco fueron vendiendo también a los jesuitas que definitivamente se hicieron con un gran espacio delimitado por las calles Santuario, Simón Aranda (antigua de San Antón), calle de Alonso Pesquera y calle de José María Lacort (antigua Ronda de Santisteban).
Se fue construyendo el complejo y fueron mejorando las instalaciones y el propio colegio alcanzó un rango importante gracias al patronazgo de Diego Romano (natural de Valladolid), obispo de la originaria diócesis de Tlaxcala que pasó a ser Arquidiócesis de Puebla de los Ángeles en Nueva España, México. Existe la documentación sobre este patronazgo en el Archivo Histórico Nacional. En la primera mitad del siglo XVI se construyó el colegio y sus dependencias más la iglesia. El obispo fundó mayorazgo que otorgó a su hermano Gregorio Romano. El patronazgo del colegio de San Ambrosio caería sobre sus herederos sin obtener otros beneficios que no fueran los de entierro y oficios religiosos. En el año 1594, el 24 de octubre se firmó la escritura y quedó reconocido el obispo como patrón fundador. En el contrato se pactó una renta anual de 1500 ducados más otros 7000 que se colocarían en renta como beneficio para los estudiantes. Por su parte los jesuitas se comprometían a construir una iglesia con sacristía con retablo mayor y con reja. Se estipuló que el entierro de Diego Romano y sus sucesores sería en la capilla mayor en cuyo centro estaría únicamente la tumba de este obispo que tendría dosel y reja y el símbolo del capelo episcopal.
El colegio fue muy apreciado en la ciudad desde sus comienzos no solo por la calidad de sus enseñanzas sino por la fama de sabiduría y santidad adquirida por algunos de sus discípulos y religiosos. Uno de los personajes destacados fue el padre Luis de la Puente (1554-1624) que fue rector y vicerrector en más de una ocasión y director espiritual de la venerable Marina Escobar y de Luisa de Carvajal poetisa y mística. Fue un predicador apostólico muy querido y ensalzado por los religiosos de su época. El otro personaje apreciado y venerado pertenece al siglo XVIII, Bernardo de Hoyos (1711-1735) impulsor de la devoción al Sagrado Corazón de Jesús.

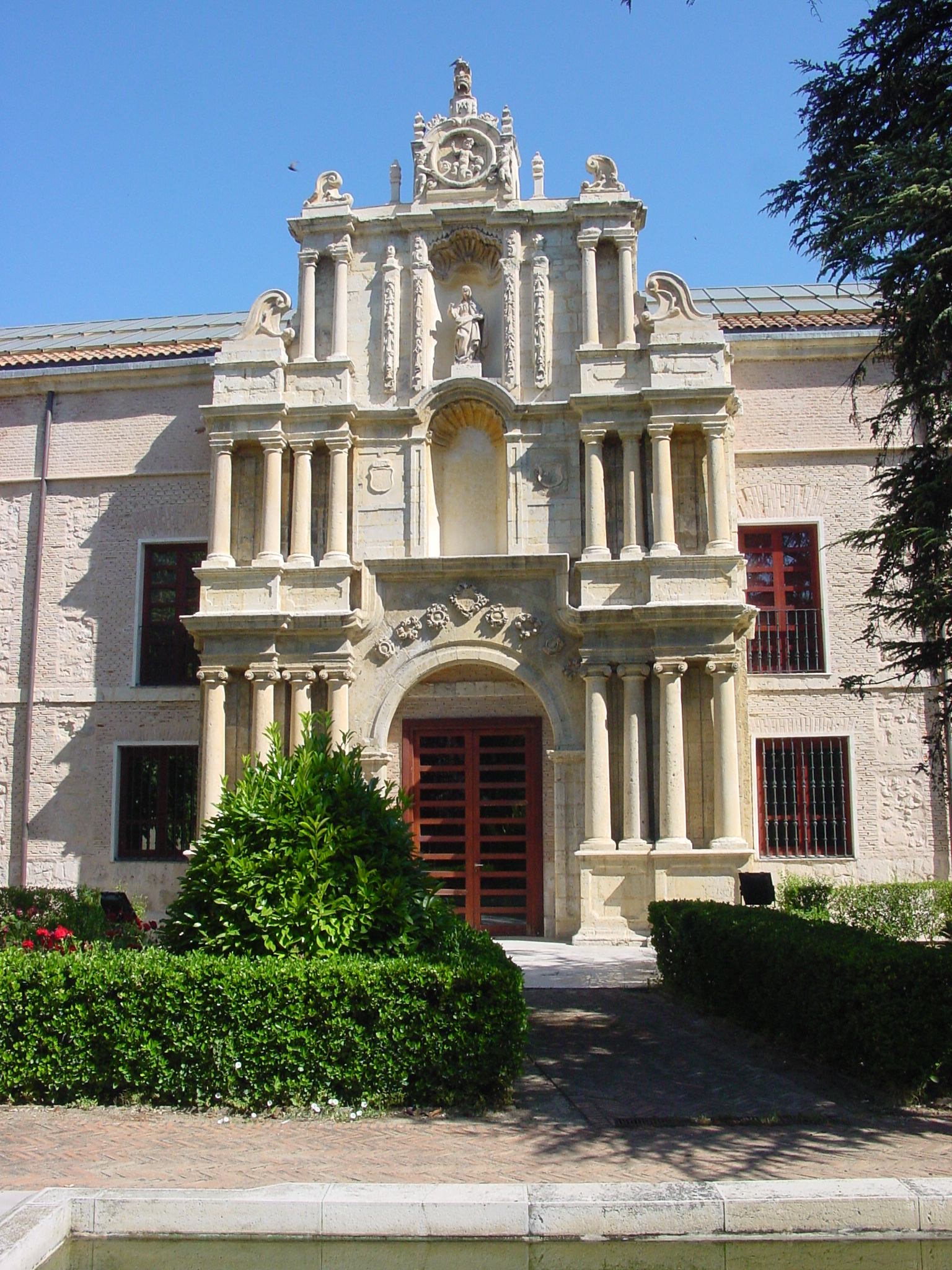
Fachada del edificio de los Estudios Generales, trasladada al Colegio de Santa Cruz

San Ambrosio fue un centro educativo y estuvo siempre muy cercano a la docencia de la Universidad. En él se dieron enseñanzas universitarias de los estudios de Gramática (desde 1640), Teología y Artes y llegó a ser uno de los principales centros académicos de los jesuitas en Castilla.
De acuerdo con la Universidad en 1739 el colegio consiguió el título de Estudios Generales con rango universitario. El edificio de los Estudios (que fue la parte más moderna de todo el complejo) tuvo una nueva fachada donde se colocaron las estatuas de San Ambrosio y del santo jesuita Luis Gonzaga, todo obra del escultor y tallista vallisoletano Pedro Bahamonde. De ello hace mención el ensamblador y diarista Ventura Pérez:

Año de 1740, día 22 de Diciembre, se acabaron los generales de San Ambrosio, su claustro y fachada en que el día de San Ambrosio se colocaron sus efigies; estos santos los ejecutó Pedro Vaamonde, maestro escultor; la de San Ambrosio es de alabastro y la sacó de unos fundadores que estaban en la capilla mayor de Santa María la Antigua, y la cabeza de San Luis: el dicho día 22 hubo en San Ambrosio su fiesta de iglesia, con S. M. patente, y sermón a San Luis Gonzaga, que lo costearon los estudiantes [...]

### Después de los jesuitas
La expulsión de los jesuitas en Valladolid aconteció en 1767. Tras la expulsión vino la confiscación de los dos colegios, el de San Ignacio y el de San Ambrosio. El diarista Ventura Pérez lo cuenta en su diario:

4 de abril de 1767. [los jesuitas] Fueron expulsados de San Ambrosio y los otros colegios y conducidos a las 7 de la mañana en calesas y mula salvo el procurador para hacer inventario... Fue día triste para esta ciudad...

Después de la expulsión se reglamentó el destino de los colegios, iglesias, y enseres de culto. Las iglesias se convirtieron en parroquias; la iglesia del colegio de San Ambrosio fue la parroquia de San Esteban el Real y se puso en lugar preferente la imagen de este santo. El resto de las dependencias —el edificio residencia con su capilla, refectorio, relicario— fueron ocupadas en 1771 por el Colegio Seminario de Escoceses proveniente de Madrid conservando ellos una buena cantidad de objetos de los jesuitas.
En 1769 se reabrieron con carácter civil los Estudios Generales dedicados a Gramática, Retórica y Primeras Letras (leer y escribir), pero la Universidad siempre tuvo mucho interés por el edificio hasta que el 14 de septiembre de 1789 consiguió tomar posesión. En la década de 1790 los militares ocuparon las dependencias que aun se encontraban libres y cuando las tropas de Napoleón se asentaron en Valladolid se capacitó para hospital. Después de estos cambios de utilización del edificio se ubicó allí en la residencia de estudiantes el Parque de Artillería que sufrió un terrible incendio en 1927; fue después de este incendio cuando se desmontó la portada de la fachada que en la década de 1940 se instaló en la fachada del jardín del Colegio Mayor de Santa Cruz. La estatua de San Ambrosio se trasladó al colegio de Agustinos Filipinos en Valladolid.
En 1775, la iglesia del colegio de San Ambrosio se utilizó como parroquia consagrada a San Esteban; se quitaron los emblemas de la Compañía sustituyéndolos por el escudo real. Apenas duró un siglo y el 27 de noviembre de 1869 hubo un gran incendio y se quemaron todas las obras de arte. Tras el incendio se llevó a cabo la restauración y se pudo volver a abrir en 1870; se colocó el retablo mayor traído del desamortizado convento del Carmen Descalzo de Medina del Campo.

### sigloXX

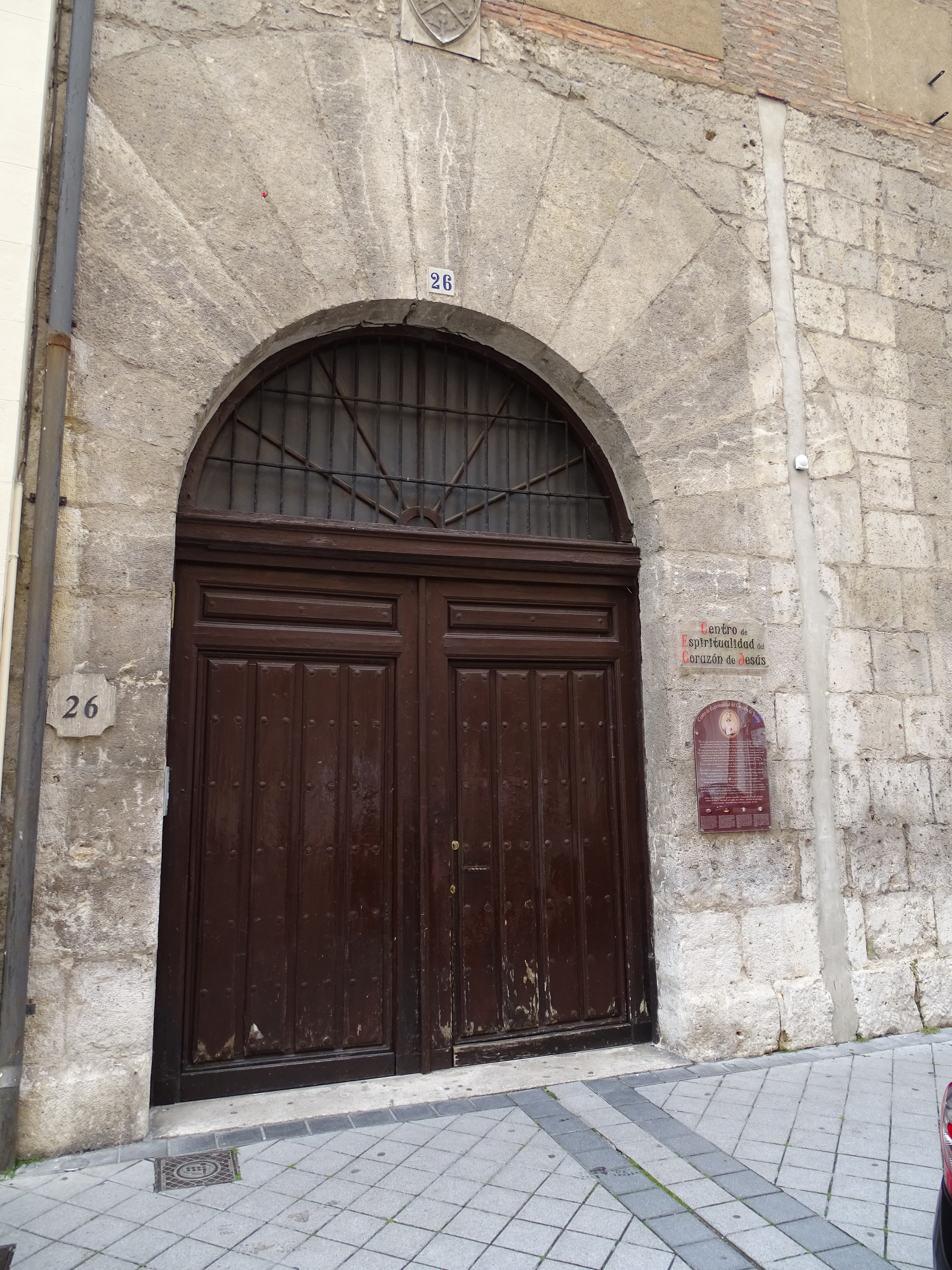
Portada antigua que da acceso al Centro de Espiritualidad

En 1935 el Ayuntamiento cedió el solar (con excepción de la iglesia) para ubicar en él el Parque de bomberos y la Policía Urbana pero finalmente el Ministerio de Hacienda otorgó el solar a la Archidiócesis. El 15 de julio de 1941 se consagró el templo como Santuario Nacional de la Gran Promesa, bajo la aprobación papal de Pío XI.

### sigloXXI
Todavía se conserva en la calle del Santuario el muro y dos portadas con grandes dovelas pertenecientes a las casas de la familia Cuadra así como el escudo de armas cuartelado y compuesto de torres y fajas. Después de la restauración de 1994 se utiliza esta parte como Residencia Diocesana de Espiritualidad.